# منیشک پود بردی
منیشک پود بردی (به چکی: Mníšek pod Brdy) یک منطقهٔ مسکونی و شهرستان دارای شهرک سابقاً روستا در جمهوری چک است که در ناحیه پراگ-غرب واقع شده‌است. منیشک پود بردی ۴٬۲۹۷ نفر جمعیت دارد.